# Lípa v Krásné Lípě
Lípa v Krásné Lípě je památný strom, lípa malolistá (Tilia cordata) v okrese Sokolov v Karlovarském kraji ve Slavkovském lese na území CHKO Slavkovský les. Strom roste v zaniklé obci Krásná Lípa na okraji lesa pod pastvinami, vlevo od staré úvozové cesty do zaniklé osady Týmov. Nedaleko od stromu se nachází informační tabule připomínající zaniklou obec Krásná Lípa. Mohutná lípa má poměrně nízko nasazenou korunu, některé větve jsou proschlé, spodní větve vlivem drsného podnebí odlomené. Jedná se o senescentní strom (strom ve fázi pozdní dospělost). Před vyhlášením stromu za památný byla lípa v roce 2017 odborně ošetřena bezpečnostním řezem a stabilita koruny redukčním řezem. Ořezané větve byly uloženy na hromady v blízkosti stromu. V době vyhlášení byl zdravotní stav posouzen jako dobrý. Kmen podepírají ve svahu silné kořenové náběhy.
Obvod kmene měří 410 cm, koruna sahá do výšky 25 m (měření 2018).
Lípa je chráněna od roku 2018 jako historicky důležitý strom připomínající obec ve Slavkovském lese, zaniklou krátce po roce 1945.

## Stromy vokolí
- Lípy v Kostelní Bříze
- Lípa u kostela
- Kleny v Kostelní Bříze
- Sychravův smrk